# Premios Ondas Globales del Podcast
Los Premios Ondas Globales del Podcast son unos galardones entregados a los profesionales de la industria del pódcast en español. Su primera edición tuvo lugar en mayo de 2022 y son concedidos por Prisa Audio y Cadena SER, en colaboración con Spotify.

## Historia
El 23 de febrero de 2022 se dio a conocer el fallo del jurado de la I Edición de los Premios Ondas Globales del Podcast. El 24 de mayo de ese mismo año tuvo lugar la gala de entrega de los galardones en el Teatro del Soho CaixaBank de Málaga, conducida por las cómicas y guionistas Carolina Iglesias y Victoria Martín, y contó con el apoyo del Ayuntamiento de Málaga y la Diputación Provincial de Málaga, además de la Junta de Andalucía.
Estos premios tienen un vínculo directo con los Premios Ondas que entrega anualmente el Grupo Prisa a través de Ràdio Barcelona desde 1964. Según los organizadores, Prisa Audio y Cadena SER, en colaboración con Spotify, los Premios Ondas Globales del Podcast tienen como objetivo dar visibilidad a la industria del podcast en español y reconocer la labor de todos sus profesionales.
En la primera edición de 2022, se presentaron 888 candidaturas de 15 países, entre las que se eligió a los 19 mejores proyectos. Pese a haber 15 categorías, se entregaron 19 galardones ya que cuatro de ellas fueron premiadas ex aequo. Durante la gala, donde se hicieron cinco menciones especiales, se reconocieron también a los considerados como Mejor Podcasts del Año, Estirando el chicle, de Carolina Iglesias y Victoria Martín, y Deforme Semanal Ideal Total, de Lucía Lijtmaer e Isa Calderón, escogidos en noviembre de 2021 en los Premios Ondas celebrados en Barcelona. El jurado estuvo formado por un grupo de expertos del mundo del audio, la comunicación y la creatividad publicitaria de España y Latinoamérica.
En la edición de 2023, se presentaron 1.178 candidaturas de 18 países. En 2024, se presentaron 1.252 candidaturas de 19 países de América, Europa y Asia. En 2025, se presentaron 1.168 candidaturas de 16 países.

## Categorías
En la primera edición de los premios, celebrada en 2022, las 15 categorías premiadas fueron:

### Categoría general
- Mejor podcast de ficción
- Mejor podcast de no-ficción
- Mejor podcast conversacional
- Mejor branded-podcast
- Mejor podcast experimental
- Mejor podcast internacional (habla no española)
- Mejor podcast lengua cooficial

### Categoría específica
- Mejor diseño sonoro
- Mejor guion
- Mejor producción
- Mejor anfitrión
- Mejor actor o actriz
- Mejor episodio

### Premios especiales
- Premio revelación
- Premio trayectoria

## Palmarés
- Premios Ondas Globales del Podcast 2022
- Premios Ondas Globales del Podcast 2023
- Premios Ondas Globales del Podcast 2024
- Premios Ondas Globales del Podcast 2025